# Super Girlies
Super Girlies (jap. スーパー・ガーリース Sūpā Gārīsu) – indonezyjski girlsband z Bandungu.
Zespół został założony w 2011 roku i związał się z wytwórnią 18 Musik, a w jego pierwotny skład weszły: Laras, Kinang, Opie, Yui, Mega, Atu i Sarah.
Twórczość grupy jest inspirowana stylami j-pop i dance pop, a ich ubiór stylem harajuku. Na swoim koncie mają także wykonanie utworu dangdut pt. „Cinta Karet”
Rozpoznawalność przyniosły im utwory „Malu-Malu Mau” i „Aw Aw Aw”. Do 2021 roku singiel „Aw Aw Aw” zdobył ponad 9 mln odsłon w serwisie YouTube. Po nagraniu szeregu singli grupa wydała album pt. Semangat (2015).
W 2012 roku grupa znalazła się wśród laureatów Dahsyatnya Awards (w programie Dahsyat na antenie stacji RCTI) w kategorii najlepszy girlsband (Girlband Terdahsyat). Sukces powtórzono w 2013 i 2014.

## Dyskografia
Albumy
- 2015: Semangat